# Équipe d'Italie de football au Championnat d'Europe 1988
L'équipe d'Italie de football participe à sa 3e phase finale de championnat d'Europe lors de l'édition 1988 qui se tient en Allemagne de l'Ouest du 10 juin 1988 au 25 juin 1988. L'Italie se classe deuxième du groupe 1 puis s'incline en demi-finale contre l'URSS.
À titre individuel, Giuseppe Bergomi et Gianluca Vialli font partie de l'équipe-type du tournoi.

## Phase qualificative
La phase qualificative est composée de quatre groupes de cinq nations et trois groupes de quatre nations. Les sept vainqueurs de poule se qualifient pour l'Euro 1988 et ils accompagnent la RFA, qualifiée d'office en tant que pays organisateur. L'Italie termine 1re du groupe 2.
| Rang | Équipe   | Pts | J | G | N | P | Bp | Bc | Diff |  | Résultats (▼ dom., ► ext.) |     |     |     |     |     |
| ---- | -------- | --- | - | - | - | - | -- | -- | ---- |  | -------------------------- | --- | --- | --- | --- | --- |
| 1    | Italie   | 13  | 8 | 6 | 1 | 1 | 16 | 4  | +12  |  | Italie                     |     | 2-1 | 3-0 | 3-2 | 5-0 |
| 2    | Suède    | 10  | 8 | 4 | 2 | 2 | 12 | 5  | +7   |  | Suède                      | 1-0 |     | 0-1 | 2-0 | 1-0 |
| 3    | Portugal | 8   | 8 | 2 | 4 | 2 | 6  | 8  | -2   |  | Portugal                   | 0-1 | 1-1 |     | 0-0 | 2-2 |
| 4    | Suisse   | 7   | 8 | 1 | 5 | 2 | 9  | 9  | 0    |  | Suisse                     | 0-0 | 1-1 | 1-1 |     | 4-1 |
| 5    | Malte    | 2   | 8 | 0 | 2 | 6 | 4  | 21 | -17  |  | Malte                      | 0-2 | 0-5 | 0-1 | 1-1 |     |

## Phase finale

### Premier tour
| Groupe 1 |                      |     |   |   |   |   |    |    |      |
|          | Équipe               | Pts | J | G | N | P | BP | BC | Diff |
| 1        | Allemagne de l'Ouest | 5   | 3 | 2 | 1 | 0 | 5  | 1  | +4   |
| 2        | Italie               | 5   | 3 | 2 | 1 | 0 | 4  | 1  | +3   |
| 3        | Espagne              | 2   | 3 | 1 | 0 | 2 | 3  | 5  | -2   |
| 4        | Danemark             | 0   | 3 | 0 | 0 | 3 | 2  | 7  | -5   |

| 10 juin | Allemagne de l'Ouest | 1 | 1 | Italie   |
| 11 juin | Danemark             | 2 | 3 | Espagne  |
| 14 juin | Allemagne de l'Ouest | 2 | 0 | Danemark |
| 14 juin | Italie               | 1 | 0 | Espagne  |
| 17 juin | Allemagne de l'Ouest | 2 | 0 | Espagne  |
| 17 juin | Italie               | 2 | 0 | Danemark |

| 10 juin 1988                      | Allemagne de l'Ouest | 1 – 1 | Italie      | Rheinstadion, Düsseldorf                       |                                                |
| 20:15 · Historique des rencontres | Brehme 55e           |       | Mancini 52e | Spectateurs : 62 552 Arbitrage : Keith Hackett | Spectateurs : 62 552 Arbitrage : Keith Hackett |
| 20:15 · Historique des rencontres | (Rapport)            |       |             | Spectateurs : 62 552 Arbitrage : Keith Hackett | Spectateurs : 62 552 Arbitrage : Keith Hackett |

| 14 juin 1988                      | Italie     | 1 – 0 | Espagne | Waldstadion, Francfort-sur-le-Main                |                                                   |
| 20:15 · Historique des rencontres | Vialli 73e |       |         | Spectateurs : 51 790 Arbitrage : Erik Fredriksson | Spectateurs : 51 790 Arbitrage : Erik Fredriksson |
| 20:15 · Historique des rencontres | (Rapport)  |       |         | Spectateurs : 51 790 Arbitrage : Erik Fredriksson | Spectateurs : 51 790 Arbitrage : Erik Fredriksson |

| 17 juin 1988                      | Italie                          | 2 – 0 | Danemark | Müngersdorferstadion, Cologne                 |                                               |
| 20:15 · Historique des rencontres | Altobelli 67e · De Agostini 87e |       |          | Spectateurs : 53 951 Arbitrage : Bruno Galler | Spectateurs : 53 951 Arbitrage : Bruno Galler |
| 20:15 · Historique des rencontres | (Rapport)                       |       |          | Spectateurs : 53 951 Arbitrage : Bruno Galler | Spectateurs : 53 951 Arbitrage : Bruno Galler |

### Demi-finale
| Entraîneur : |
| V.Lobanovski |

| Entraîneur : |
| A.Vicini     |

| Entraîneur : |
| V.Lobanovski |

| Entraîneur : |
| A.Vicini     |

## Effectif
Sélectionneur : Azeglio Vicini
| No. | Pos.      | Joueur               | Date de naissance et âge | Sélec. | Club               |
| --- | --------- | -------------------- | ------------------------ | ------ | ------------------ |
| 1   | Gardien   | Walter Zenga         | 28 avril 1960            |        | Inter de Milan     |
| 2   | Défenseur | Franco Baresi        | 8 mai 1960               |        | AC Milan           |
| 3   | Défenseur | Giuseppe Bergomi     | 22 décembre 1963         |        | Inter de Milan     |
| 4   | Défenseur | Roberto Cravero      | 3 janvier 1964           |        | Torino Calcio      |
| 5   | Défenseur | Ciro Ferrara         | 11 février 1967          |        | SSC Naples         |
| 6   | Défenseur | Riccardo Ferri       | 20 août 1963             |        | Inter de Milan     |
| 7   | Défenseur | Giovanni Francini    | 3 août 1963              |        | SSC Naples         |
| 8   | Défenseur | Paolo Maldini        | 26 juin 1968             |        | AC Milan           |
| 9   | Milieu    | Carlo Ancelotti      | 10 juin 1959             |        | AC Milan           |
| 10  | Défenseur | Luigi De Agostini    | 7 avril 1961             |        | Juventus de Turin  |
| 11  | Milieu    | Fernando De Napoli   | 15 mars 1964             |        | SSC Naples         |
| 12  | Gardien   | Stefano Tacconi      | 13 mai 1957              |        | Juventus de Turin  |
| 13  | Milieu    | Luca Fusi            | 7 juin 1963              |        | Sampdoria de Gênes |
| 14  | Milieu    | Giuseppe Giannini    | 20 août 1964             |        | AS Rome            |
| 15  | Défenseur | Francesco Romano     | 25 avril 1960            |        | SSC Naples         |
| 16  | Attaquant | Alessandro Altobelli | 28 novembre 1955         |        | Inter de Milan     |
| 17  | Milieu    | Roberto Donadoni     | 9 septembre 1963         |        | AC Milan           |
| 18  | Attaquant | Roberto Mancini      | 27 novembre 1964         |        | Sampdoria de Gênes |
| 19  | Attaquant | Ruggiero Rizzitelli  | 2 septembre 1967         |        | AC Césène          |
| 20  | Attaquant | Gianluca Vialli      | 9 juillet 1964           |        | Sampdoria de Gênes |